# 羅曉彬
PAN，香港音樂人，2008年於柏斯琴行原創歌曲創作大賽奪冠後成為音樂人。代表作品包括At17《窮得只有愛》、何韻詩《詩與胡說》、任賢齊《對摺》、楊宗緯《這一路走來》等。PAN近年主要為港台流行歌手作曲編曲。

## 作品列表

### 2009年
| - At17 - 窮得只有愛 - 鄧麗欣 - 海風 |

### 2010年
| - 洪卓立 - 你好嗎 - 鄧健泓 - 因為你，我不相信時事分析 - 鄭家維 - 美麗最強 - 何韻詩 - 詩與胡說 - 何韻詩 - 愛麗詩夢遊仙境症候群 - 洪卓立 - 彌足珍貴 |

### 2011年
| - 楊千嬅 - 還未完成的拼圖（國） - 關楚耀 - 別再躲 - 何韻詩 - 青蔥（國） - 任賢齊 - 傾城之淚 - 任賢齊 - 對摺（國） |

### 2012年
| - 洪卓立 - 在你的愛人身上找到我遺失已久的幸福 - 許志安 - 旁門左道 - 李克勤 - PLEASE SAY I DO |

### 2013年
| - 何韻詩 - 彼此（國） - 何韻詩 - 彼此（粵語版) - 楊宗緯 - 這一路走來 |

### 2014年
| - 潘裕文 - 永不結束的馬拉松（國） - 古巨基 - 找到你是我最偉大的成功 - 劉界輝 - 某某 - 李國毅 - 回到最初（國） |

| - 梁漢文 - 終身贊助 |

| - 顏卓靈 - Baby Stop |

| - 艾粒 ILUB - 喪標的最後一夜 - 梁靜茹 - 微光 |